# RUBYORLA
RUBYORLA（ルビオラ）は大阪府生まれ、京都府在住の日本の電子音楽家。テノリオン奏者として活動中。エレクトロニカ雅楽バンド「HARP ON MOUTH SEXTET」のリーダーである。

## 概要
1990年代初頭より音楽活動を始め、2000年よりRUBYORLAとして活動開始。2004年イルリメのレーベルexpoiより発表のアルバム「Samplin Somethin」の他、リミキサー・編曲家・音楽プロデューサーとして二階堂和美、RATN（RIOW ARAI+ツジコノリコ）、イルリメ、Limited Express (has gone?)、オバケジャー、ヨーコトリヤベ等の作品に参加している。2008年夏に東京国際展示場で行なわれたグッドデザインエキスポ2008のTENORI-ON THE LIVEのメインアクトを務めた他、各地で開催されたテノリオン公式イベントに出演している。2010年RUBYORLA PLAYS TENORI-ON名義でアルバム「16×16」をリリースした。

## ディスコグラフィー

### アルバム
- Samplin Somethin（2004年）
- 16×16（2010年）

### 参加作品
- イルリメ「流星より愛をこめて」（2003）
- イルリメ「流星より愛をこめて EP」（2003）
- オバケジャー「obakejaa」（2004）
- VISIONS OF FRANK（2004 V.A.）
- RATN (RiowArai & Tujiko Noriko)「J」（2005）
- RATN (RiowArai & Tujiko Noriko) 「J e.p.」（2005）
- Limited Express (has gone?)「生け贄のJesusChild+remix」（2006）
- Harp On Mouth Sextet「銀盤四季調」（2006）
- 二階堂和美「二階堂和美のアルバム」（2006）
- ヨーコトリヤベ「○と×」（2007）
- イルリメ「さよならに飛び乗れ/流星に愛をこめて」（2008）
- Harp On Mouth Sextet「SOUND GARDEN-我田音彩-」（2008）
- GEBO 「GEBOLUTION」（2009）
- Harp On Mouth Sextet「襲乃音色」（2010）